# 터보 (영화)
터보(Turbo)는 2013년 공개된 미국의 애니메이션 영화이다. 그리고 영화 포스터를 보면 씨제이엔터테인먼트가 있다.

## 줄거리
캘리포니아주 밴나이즈의 교외 토마토 밭에서 테오라는 정원 달팽이가 영웅인 5회 인디애나폴리스 500 챔피언 가이 가녜처럼 레이서가 되는 꿈을 꾸며 자신을 "터보"라고 부른다. 그러나 레이싱에 대한 그의 집착은 느리고 조심스러운 달팽이 공동체에서 그를 따돌리게 만들고, 형 쳇에게는 끊임없이 창피를 준다. 어느 날, 떨어진 토마토를 찾으려다 잔디깎이에 의해 거의 죽을 뻔한 후, 테오는 고속도로로 나와 교통량을 감상하며 빨리 달리고 싶다고 별에 소원을 빈다. 하지만 "빨리"라고 말하기 직전에 그것이 그의 꿈을 산산조각 낼 비행기라는 것을 깨닫는다. 갑자기 그는 거리 경주 중 쉐보레 카마로의 슈퍼차저를 통해 빨려 들어가 몸에 아산화 질소가 융합된다. 다음 날 깨어난 그는 점차 자신이 이제 초고속과 다른 자동차의 모든 특성을 지니게 되었다는 것을 발견하지만, 새로 얻은 속도를 처음 사용한 시도는 소년의 세발자전거를 자신의 정원팀의 토마토 밭에 우연히 충돌시켜 그와 쳇이 해고되는 결과를 낳는다.
테오의 무모함을 꾸짖던 중 쳇이 까마귀에게 납치되지만, 테오는 낡은 스트립 몰인 "스타라이트 플라자" 근처에서 그를 구한다. 둘은 플라자에서 일하는 타코 트럭 운전사 티토 로페즈에게 붙잡혀 그와 그의 동료들이 개최하는 달팽이 경주에 끌려간다. 테오는 몇 초 만에 경주에서 우승하여 위플래시가 이끄는 달팽이들의 존경을 받고 "터보"라는 이름을 확고히 자신의 것으로 만든다. 한편 티토는 터보를 주된 볼거리로 삼아 스타라이트 플라자를 부활시킬 계획을 세우지만, 티토의 형 안젤로는 격렬하게 그를 무시한다. 터보는 티토를 설득하여 그를 다가오는 인디애나폴리스 500에 참가자로 등록시키고, 달팽이들이 관광 버스를 우회시켜 터보의 초고속을 보게 하여 인상적인 사업을 유치한 후, 티토의 동료들은 입장료를 내고 인디애나폴리스까지 동행하기로 동의한다.
인디애나폴리스 모터 스피드웨이에서 터보는 가녜와의 우연한 만남 후 자신의 속도를 과시하고, 시속 226마일의 속도를 달성하여 경주 자격을 얻고 소셜 미디어에서 센세이션을 일으킨다. INDYCAR의 CEO는 마지못해 가녜가 그를 지지하자 터보의 경쟁을 허락한다. 경주 전날 밤, 터보는 다른 레이서들에게 다치거나 죽을 것을 두려워하며 남동생이 경주에 참가하는 것에 완전히 반대하는 쳇과의 격렬한 논쟁 후 몰래 빠져나간다. 터보는 가녜를 만나 그의 진정한 본성을 알게 된다: 그는 오직 승리만을 중요하게 생각하며 터보의 참여를 지지한 것은 그가 이기는 것을 더 많은 사람들이 보게 하기 위함이었고, 그 후 터보의 피트 차고에서 그를 내보내면서 경주에서 빠지라고 사기를 꺾고 경고한다. 다음 날 경주가 시작되자, 더 경험 많은 경쟁자들은 터보를 마지막 순위로 밀어낸다. 피트 스톱에서 위플래시와 그의 팀은 터보에게 격려의 말을 건네며 자동차처럼 경주하지 말라고 조언한다. 작은 몸집을 활용하여 터보는 빠르게 선두를 따라잡지만, 가녜는 속임수를 써서 그를 벽에 부딪히게 하여 그의 껍데기를 손상시키고 초고속을 심각하게 약화시킨다.
하지만 터보는 포기하지 않고, 결국 마지막 바퀴에서 가녜로부터 선두를 차지한다. 가녜는 마지막 코너에서 그를 추월하기 위해 노면 잔해 위를 달리다가 대부분의 경쟁자들을 포함하여 터보를 포함한 충돌을 일으킨다. 터보는 살아남아 경주가 중단된 것을 발견하지만, 그의 껍데기는 부서지고 초고속은 사라져서 그는 포기하고 껍데기 속에 숨는다. 형이 희망을 잃은 것에 놀란 쳇은 마음을 바꾸고 위플래시의 팀을 만나 터보에게 계속하라고 격려한다. 형의 갑작스러운 지지에 동기를 얻은 터보는 경주를 재개한다. 가녜는 필사적으로 망가진 차를 끌고 그를 추격하여 터보를 밟아 죽이려 하지만, 터보는 껍데기를 숙이고 굴러서 간신히 경주에서 우승한다.
스타라이트 플라자는 터보의 명성으로 번성하고, 모든 사업은 엄청난 성공을 거두며 정교한 달팽이 경주를 개최한다. 위플래시의 팀은 껍데기에 특별한 추진 보조기를 받으며, 쳇은 트랙 심판이자 구급대원이 되고, 정원 달팽이들도 자신들만의 특별한 껍데기를 받는다. 터보는 그의 껍데기가 치유되었고 초고속이 돌아왔다는 것을 발견하고, 이제 다시 경주할 준비가 되었으며 팀 FAST를 탄생시킨다.

## 배역
- 터보 - 라이언 레이놀즈
- 체트 - 폴 지아마티
- 티토 - 마이클 페나
- 안젤로 - 루이스 구즈만
- 기 가니에 - 빌 하더
- 바비 - 리차드 젠킨스
- 킴 리 - 켄 정
- 파즈 - 미셸 로드리게즈
- 번 - 미야 루돌프
- 스키드 - 벤 슈워츠
- 스무스 - 스눕 독
- 위플래시 - 사무엘 L. 잭슨

### 성우
- 터보 - 심규혁
- 체트 - 김정은
- 티토 - 박성태
- 안젤로 - 원호섭
- 기 가니에 - 최한
- 바비 - 이종혁
- 파즈 - 정유미
- 킴 리 - 전태열
- 번 - 전숙경
- 스키드 - 남도형
- 스무스 - 김동하
- 위플래시 - 이봉준
- 화이트쉐도우 - 임채헌